# Maisonnais-sur-Tardoire
Maisonnais-sur-Tardoire är en kommun i departementet Haute-Vienne i regionen Nouvelle-Aquitaine i västra Frankrike. Kommunen ligger i kantonen Saint-Mathieu som tillhör arrondissementet Rochechouart. År 2022 hade Maisonnais-sur-Tardoire 376 invånare.

## Befolkningsutveckling
Antalet invånare i kommunen Maisonnais-sur-Tardoire
| Referens: INSEE |